# José Padrón
José Padrón Martín (Las Palmas de Gran Canaria, 5 maggio 1906 – 3 dicembre 1966) è stato un calciatore spagnolo, di ruolo centrocampista.

## Carriera

### Club
Ha giocato nel campionato spagnolo e francese,

### Nazionale
A livello di nazionale, ha collezionato 5 presenze.